# Уртамак
Уртамак — деревня в Мензелинском районе Татарстана. Входит в состав Николаевского сельского поселения.

## География
Находится в восточной части Татарстана на расстоянии приблизительно 23 км на юг по прямой от районного центра города Мензелинск у реки Ик.

## История
Была известна в 1746 году как татарская деревня Урмятское Устье, в 1784 году земли деревни были скуплены дворянами Можаровыми и заселены своими крестьянами, упоминалась также как Натальевка.

## Население
Постоянных жителей было: в 1859—105, в 1870—142, в 1884—186, в 1906—252, в 1913—334, в 1920—281, в 1926—263, в 1938—276, в 1949—344, в 1958—157, в 1970—124, в 1979 — 85, в 1989 — 23, в 2002 — 32 (русские 84 %), 21 в 2010.